# Gran Premio de Llodio 2008
Il Gran Premio de Llodio 2008, cinquantanovesima edizione della corsa e valida come evento del circuito UCI Europe Tour 2008 categoria 1.1, fu disputata il 30 marzo 2008, per un percorso totale di 176 km. Fu vinta dallo spagnolo Hector Guerra, al traguardo con il tempo di 4h11'57" alla media di 41,913 km/h.
Al traguardo 64 ciclisti portarono a termine il percorso.

## Ordine d'arrivo (Top 10)
| Pos. | Corridore           | Squadra       | Tempo    |
| ---- | ------------------- | ------------- | -------- |
| 1    | Héctor Guerra       | Liberty Seg.  | 4h11'57" |
| 2    | José Joaquín Rojas  | C. d'Epargne  | a 1'01"  |
| 3    | Aitor Galdós        | Euskaltel     | s.t.     |
| 4    | Koldo Fernández     | Euskaltel     | s.t.     |
| 5    | Pablo Urtasun       | Liberty Seg.  | s.t.     |
| 6    | Dionisio Galparsoro | Euskaltel     | s.t.     |
| 7    | David de la Fuente  | Saunier Duval | s.t.     |
| 8    | Enrique Salgueiro   | Extremadura   | s.t.     |
| 9    | Francisco Mancebo   | Fercase       | s.t.     |
| 10   | Koldo Gil           | Liberty Seg.  | s.t.     |